# Back to Gaya
Back to Gaya (Tierra Mágica en Hispanoamérica, En busca de la piedra mágica en España) es una película alemana estrenada el 18 de marzo de 2004 y dirigida por Lenard Fritz Krawinkel y 
Holger Tappe. 

## Trama
Está basa en la famosa serie de TV "Tierra Mágica", en la cual se narra las aventuras de Boo y Zino en un mundo imaginario llamado Gaya. Pero un día todo cambia cuando un doctor maléfico roba "La Piedra Encantada". Al saberlo todos los gayanos se preocupan, pero con Boo, Zino, Alanta y sus enemigos "Los Snurks" emprenderán una grandiosa aventura en busca de la preciada joya Dalamita conocida por los Gayanos.